# Ontwikkelingskabinet IV
Het Ontwikkelingskabinet IV (Indonesisch: Kabinet Pembangunan IV) was een Indonesisch kabinet dat regeerde in de jaren 1983-1988, onder leiding van president Soeharto en vicepresident Umar Wirahadikusumah. Het Ontwikkelingskabinet IV was het vierde van zeven 'ontwikkelingskabinetten' van Soeharto in zijn periode van Nieuwe Orde, die zou duren tot 1998.

## Samenstelling

### President en vicepresident
| President | President | Vicepresident | Vicepresident        |
| --------- | --------- | ------------- | -------------------- |
| Soeharto  |           |               | Umar Wirahadikusumah |

### Coördinerend ministers
| Nr. | Ministerspost                                                                         | Minister | Minister                     | Partij |
| --- | ------------------------------------------------------------------------------------- | -------- | ---------------------------- | ------ |
| 1   | Coördinerend Minister voor Politieke en Veiligheidszaken                              |          | Surono Reksodimedjo          |        |
| 2   | Coördinerend Minister voor Economie, Financiën, Industrie en Toezicht op Ontwikkeling |          | Ali Wardhana                 |        |
| 3   | Coördinerend Minister voor Volkswelvaart                                              |          | Alamsjah Ratoe Perwiranegara |        |

### Ministers
| Nr. | Ministerspost                                                       | Minister                                            | Minister                                    | Partij |
| --- | ------------------------------------------------------------------- | --------------------------------------------------- | ------------------------------------------- | ------ |
| 4   | Minister van Binnenlandse Zaken                                     |                                                     | Soepardjo Rustam                            |        |
| 5   | Minister van Buitenlandse Zaken                                     |                                                     | Mochtar Kusumaatmadja                       |        |
| 6   | Minister van Defensie en Veiligheid / Commandant der Strijdkrachten |                                                     | Poniman                                     |        |
| 7   | Minister van Justitie                                               |                                                     | Ali Said (tot 30 mei 1984)                  |        |
| 7   | Minister van Justitie                                               | Ismail Saleh (vanaf 30 mei 1984)                    |                                             |        |
| 8   | Minister van Informatie                                             |                                                     | Harmoko                                     | Golkar |
| 9   | Minister van Financiën                                              |                                                     | Radius Prawiro                              |        |
| 10  | Minister van Handel                                                 |                                                     | Rachmat Saleh                               |        |
| 11  | Minister van Coöperaties                                            |                                                     | Bustanil Arifin                             |        |
| 12  | Minister van Landbouw                                               |                                                     | Achmad Affandi                              |        |
| 13  | Minister van Bosbouw                                                |                                                     | Soedjarwo                                   |        |
| 14  | Minister van Industrie                                              |                                                     | Hartarto Sastrosoenarto                     |        |
| 15  | Minister van Mijnbouw en Energie                                    |                                                     | Subroto                                     |        |
| 16  | Minister van Openbare Werken                                        |                                                     | Suyono Sosrodarsono                         |        |
| 17  | Minister van Transport                                              |                                                     | Roesmin Noerjadin                           |        |
| 18  | Minister van Toerisme, Post en Telecommunicatie                     |                                                     | Achmad Tahir                                |        |
| 19  | Minister van Arbeid                                                 |                                                     | Sudomo                                      |        |
| 20  | Minister van Transmigratie                                          |                                                     | Martono                                     |        |
| 21  | Minister van Onderwijs en Cultuur                                   |                                                     | Nugroho Notosusanto (overleden 3 juni 1985) |        |
| 21  | Minister van Onderwijs en Cultuur                                   | J.B. Sumarlin (ad-interim, 3 juni tot 29 juli 1985) |                                             |        |
| 21  | Minister van Onderwijs en Cultuur                                   | Fuad Hassan (vanaf 29 juli 1985)                    |                                             |        |
| 22  | Minister van Gezondheid                                             |                                                     | Suwardjono Surjaningrat                     |        |
| 23  | Minister van Godsdienst                                             |                                                     | Munawir Sjadzali                            |        |
| 24  | Minister van Sociale Zaken                                          |                                                     | Nani Soedarsono                             | Golkar |

### Ministers van staat
| Nr. | Ministerspost                                            | Minister                                      | Minister                                     | Partij |
| --- | -------------------------------------------------------- | --------------------------------------------- | -------------------------------------------- | ------ |
| 25  | Minister van Staat / Staatssecretaris                    |                                               | Soedharmono                                  | Golkar |
| 26  | Minister van Staat voor Nationale Ontwikkelingsplanning  |                                               | J.B. Sumarlin                                |        |
| 27  | Minister van Staat voor Onderzoek en Technologie         |                                               | Bacharuddin Jusuf Habibie                    | Golkar |
| 28  | Minister van Staat voor Bevolking en Milieu              |                                               | Emil Salim                                   |        |
| 29  | Minister van Staat voor Volkshuisvesting                 |                                               | Cosmas Batubara                              | Golkar |
| 30  | Minister van Staat voor Jongeren en Sport                |                                               | Abdul Gafur                                  | Golkar |
| 31  | Minister van Staat voor Benutting van het Staatsapparaat |                                               | Saleh Afiff                                  |        |
| 32  | Minister van Staat voor de Rol van Vrouwen               |                                               | Lasiyah Soetanto (overleden 2 november 1987) |        |
| 32  | Minister van Staat voor de Rol van Vrouwen               | Sulasikin Murpratomo (vanaf 20 november 1987) |                                              |        |

### Onderministers
| Nr. | Ministerspost                                                            | Minister | Minister               | Partij |
| --- | ------------------------------------------------------------------------ | -------- | ---------------------- | ------ |
| 33  | Onderminister / Secretaris van het Kabinet                               |          | Moerdiono              | Golkar |
| 34  | Onderminister voor Toename van het Gebruik van de Binnenlandse Productie |          | Ginandjar Kartasasmita |        |
| 35  | Onderminister voor Vergroting van de Voedselproductie                    |          | Wardojo                |        |
| 36  | Onderminister voor Vergroting van de Gewasproductie                      |          | Hasjrul Harahap        |        |
| 37  | Onderminister voor Vergroting van de Veeteelt- en Visserijproductie      |          | J.H. Hutasoit          | Golkar |

### Beambten met de status van minister
| Nr. | Ministerspost                           | Minister                         | Minister                                           | Partij |
| --- | --------------------------------------- | -------------------------------- | -------------------------------------------------- | ------ |
| 38  | Commandant van de Strijdkrachten (ABRI) |                                  | Leonardus Benyamin Moerdani (tot 24 februari 1988) |        |
| 38  | Commandant van de Strijdkrachten (ABRI) |                                  | Try Sutrisno (vanaf 27 februari 1988)              | Golkar |
| 39  | Procureur-generaal                      |                                  | Ismail Saleh (tot 30 mei 1984)                     |        |
| 39  | Procureur-generaal                      | Hari Suharto (vanaf 4 juni 1984) |                                                    |        |
| 40  | Gouverneur van de Centrale Bank         |                                  | Arifin Siregar                                     |        |